# Tulbaghia cominsii
Tulbaghia cominsii là một loài thực vật có hoa trong họ Amaryllidaceae. Loài này được Vosa miêu tả khoa học đầu tiên năm 1979.

## Hình ảnh

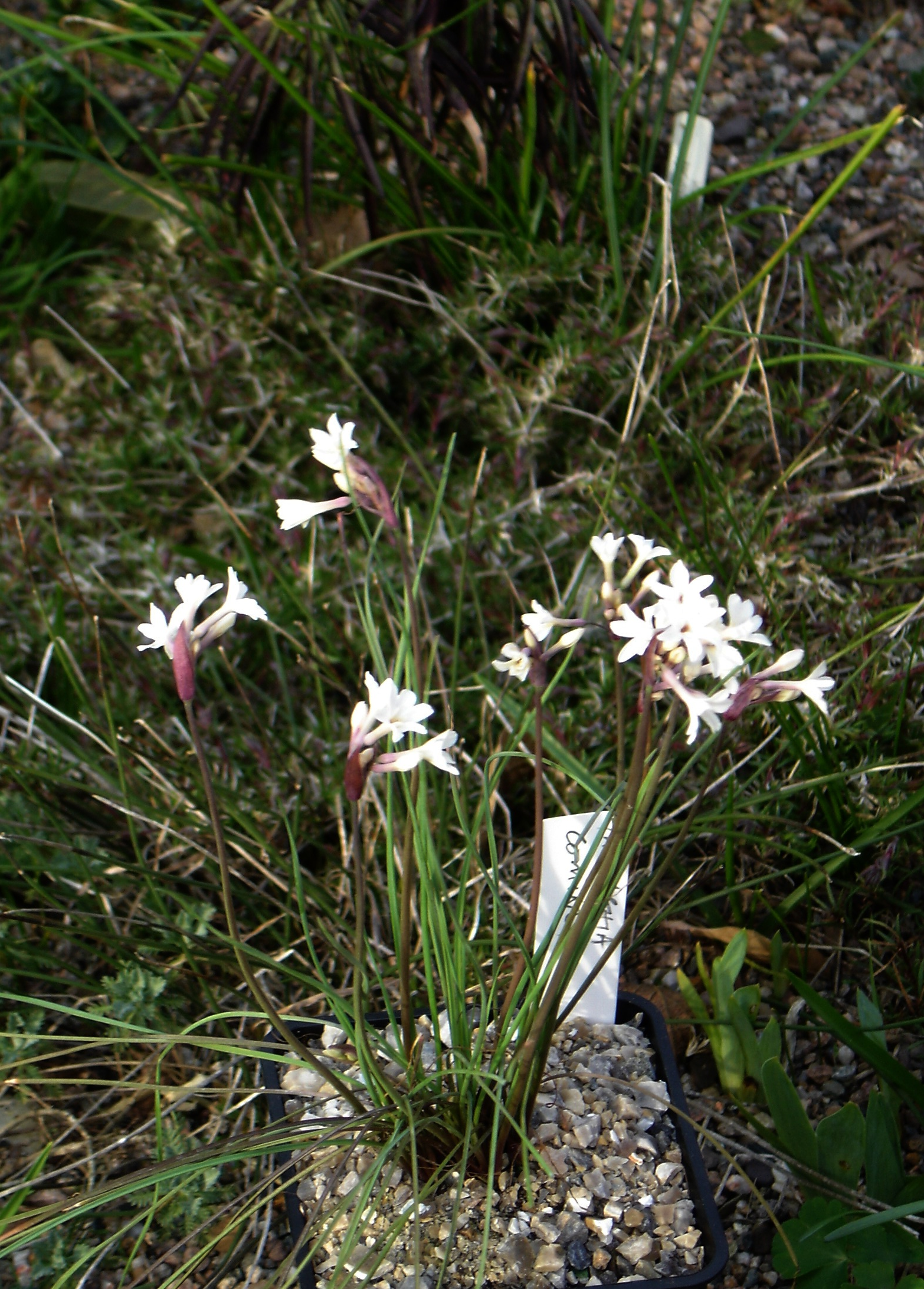